# Ofelia Prodan
Ofelia Prodan (n. 12 ianuarie 1976, Urziceni) este o poetă contemporană.

## Biografie
S-a născut în localitatea Urziceni, din Ialomița. Studii de sociologie la Universitatea din București, studii postuniversitare la Facultatea de Informatică, Universitatea Politehnica, București. Debut absolut cu volumul Elefantul din patul meu. A publicat în majoritatea revistelor literare importante din România. Poezii ale ei au fost traduse în engleză, franceză, portugheză, spaniolă, italiană, olandeză și maghiară. A publicat în reviste precum Asymptote, Nuovi Argomenti, Atelier, Gierik & Nieuw Vlaams Tijdschrift (numărul 123, 2014) sau Les écrits (numărul 156, 2019).  A avut lecturi publice în Spania, Germania, Turcia și Italia. Este laureată a Premiului Internațional de Poezie și Proză Napoli Cultural Classic, ediția a VIII, 2013, câștigând Premiul I la secțiunea POESIA in lingua straniera , iar cărțile ei au fost distinse cu premii de prestigiu în România și Italia.

## Volume publicate
- Elefantul din patul meu, Vinea, 2007; eLiteratura, 2013 (Marele Premiu Ion Vinea, 2007; Premiul pentru debut al Asociației Scriitorilor din București, 2008 [4]; Premiul revistei Luceafărul, 2008; Nominalizare la Premiul Național de Poezie Mihai Eminescu - Opera Prima, 2008 [5])

- Cartea mică, Brumar, noiembrie 2007 (nominalizare la premiul “Euridice”, 2008 [6])
- Invincibili, Vinea, iunie 2008
- Ruleta cu nebun, Vinea, 2008; eLiteratura, 2013 (Premiul Special la Festivalul Național de Poezie “George Coșbuc”, ediția XXV, 2009 [7])
- În trei zile lumea va fi devorată, Paralela 45, 2010 [8] [9] (Nominalizare la Premiul Marin Mincu, 2010[10])
- Ulise și jocul de șah (Ulysses and the game of chess), volum bilingv, Charmides, 2011 (Nominalizare la Premiul Marin Mincu, 2011[11])
- Călăuza, Cartea Românească, 2012 [12] (Premiul Ion Minulescu, 2013 [13])
- No exit, Charmides, 2015 (Premiul Național "George Coșbuc", 2015 [14], Premiul Mircea Ivănescu, 2016[15])

- Șarpele din inima mea, Cartea Românească, 2016 [16] (Premiul Cartea de poezie a anului 2016, Festivalul Național Avangarda XXII, 2017)[17]
- Număr de dresură, Cartea Românească, 2017[18]
- fișă clinică, Charmides, 2018
- Voci cu defect special, Paralela 45, 2018[19]
- Elegie allucinogene (Elegii halucinogene), volum blilngv, traducere în limba italiană de Mauro Barindi, Edizioni Forme Libere, Italia, 2019[20] (Premiul special al președintelui juriului în cadrul Premiului Bologna in Lettere, 2021)[21]
- periodic reciclăm clișeele, Limes, 2019[22]
- întâmplări cu poetul d.d.marin și alte personaje controversate, Limes, 2020[23]
- Rezonanța începe când oscilăm pe aceeași frecvență, Limes, 2021[24] (Premiul Internațional de Poezie Mihai Eminescu, Getafe-Madrid, Spania, 2023)
- Clona lu' Ofelia Prodan în aeroplan, Neuma, 2021[25] (Premiul Revistei de cultură Familia la Festivalul Internațional de Poezie de la Sighetu Marmației – ediția 2021)[26]
- crash test dummies, Charmides, 2022[27]
- lexus pe cărbune, Limes, 2023[28]
- Periodicamente Ricicliamo Cliché, Edizioni Ensemble, 2023[29], traducere în limba italiană de Mauro Barindi (Premiul special ”Virginia Woolf” pentru carte de poezie în cadrul celei de-a XVIII-a ediții a Premiului Internațional ”Nabokov” 2023[30], Nominalizare la Premiul Lorenzo Montano, 2024)[31]
- Cum a evadat elefantul din frigider, Limes, 2023[32]
- Totem, Limes, 2024[33]

## Antologii
- High, Antologie de autor, 2007-2012, volum bilingv, El Genio Maligno, Granada, 2017[34]

- Antologia Colocviului Tinerilor Scriitori, coord. Antonio Patraș, Ed. Convorbiri literare, Iași, 2008
- Poezia antiutopică. O antologie a douămiismului poetic românesc [35], Daniel D. Marin, Ed. Paralela 45, Pitești, 2010
- Cele mai frumoase poeme din 2010, Claudiu Komartin și Radu Vancu, Ed. Tracus Arte, București, 2011
- Cele mai frumoase poeme din 2011, Claudiu Komartin și Radu Vancu, Ed. Tracus Arte, București, 2012
- Voor de prijs van mijn mond [36] – antologie de poezie română a ultimei jumătăți de secol, Ed. Poezie Centrum, Belgia, 2013, introducere și traducere de Jan H. Mysjkin
- Ficțiuni reale [37], un proiect colectiv inițiat de Florin Piersic Jr., Ed. Humanitas, 2013
- Neprețuită, gura care vorbește poezie (Pour le prix de ma bouche, traducere și cuvânt-înainte de Jan H. Mysjkin)[38], Les éditions l’Arbre à paroles, 2019
- Distanze obliterate. Generazioni di poesie sulla Rete (coord. Alma Poesia, Puntoacapo, Italia, 2021)[39]
- BorderLine 2000. Zece autoare pentru o antologie a poeziei de astăzi (coord. Daniel D. Marin, ediție bilingvă română-italiană, Ratio et Revelatio, 2021)[40]
- PÂNĂ ÎN PREZENT VIITORUL ESTE FOARTE BUN – THE FUTURE HAS BEEN FABULOUS SO FAR (Antologie de poezie, ediție bilingvă, traducere în limba engleză de Lidia Vianu și Anne Stewart, Contemporary Literature Press – The Online Publishing House of The University of Bucharest, Tracus Arte, 2022)[41]

## Afilieri
- Membră a Uniunii Scriitorilor din România și a Pen Club România